# Severance: Blade of Darkness
Severance: Blade of Darkness (также Blade of Darkness) — компьютерная игра в жанре слэшер, разработанная Rebel Act Studios (сейчас известна как MercurySteam) и изданная Codemasters в 2001 году.
Первоначально игра называлась Blade: The Edge of Darkness, но из-за того, что уже существовал американский телесериал с названием The Edge of Darkness, игра была переименована на Blade of Darkness, а в Европе стала продаваться под названием Severance: Blade of Darkness.
Была в разработке и версия игры для консоли Xbox под названием Ultimate Blade of Darkness, которая должна была выйти на рождество 2002 года. Игра должна была быть кульминацией оригинальной Blade of Darkness, но была отменена по причине низких продаж ПК-версии.

## Игровой процесс

Игровой интерфейс
1 — красная полоска — здоровье, синяя — опыт
2 — руны
3 — здоровье врагов
4 — защита
5 — сила

В отличие от других игр данного жанра, таких, как Rune, Enclave и Prince of Persia: Warrior Within, где боевые системы значительно упрощены и относительно легки в освоении, Blade of Darkness в этом плане больше схож c файтингами. Здесь удары, приёмы и суперудары всецело зависят от различного сочетания кнопок управления — для каждого приёма у каждого оружия существует свой «набор» сочетаний кнопок.
В игре можно выбрать одного из четырёх персонажей: амазонка, рыцарь, гном и варвар. У каждого персонажа уникальный первый уровень игры, но следующие уровни уже для всех одинаковы. Каждый герой использует свои типы оружия, у каждого есть свои слабые и сильные стороны, а также свои комбо-удары и движения. В процессе игры персонаж получает опыт, а с ним — новые уровни, как в играх жанра action-RPG. С каждым новым уровнем открываются новые возможности и приёмы, а также повышаются характеристики: POW (англ. Power — сила) и DEF (англ. Defence — защита). Специальные удары наносятся с помощью комбинации клавиш движения и удара. Комбо-удары у каждого оружия свои.
Уровень героя зависит от количества и уровня убитых им врагов, обычно максимально достижимый в одиночной игре — 21-й.
В игре около 70 видов оружия: примерно по 15 видов оружия на персонажа, а также некоторое оружие, которое используют противники, не привязанное к какому-либо персонажу. Оружие может быть одноручным и двуручным.

## Сюжет
Сначала Бог создал Хаос и разделил его на две части: на Свет и Тьму. Также Бог создал жизнь и ум и наделил ими своих сыновей — Принца Света и Принца Тьмы. Но Принц Тьмы хранил в себе тайное желание занять место отца. Он изучил тайну языка Создателя и попытался создавать новых существ. Но ничего хорошего у него из этого не вышло, а на свет рождались ужасные монстры и демоны. Узнав про это, Бог-отец и принц Света решили остановить его и начали войну.
Игрок играет за случайного воина, которому выпало спасти мир от Тьмы. В первой половине игры игрок узнаёт, что ему нужно найти четыре ключа — драгоценных камня, для того чтобы взять загадочный Меч Ианны. Этим мечом надо победить Дал-Гурака, а также самого Лорда Хаоса, но для этого нужно собрать шесть рун, чтобы Ианна наделила меч своей силой.
Руны находятся на шести разных уровнях, причем между ними могут быть уровни без рун. Руны хорошо спрятаны, например, на уровне «Шахты Кельбегена», для того, чтобы взять руну, необходимо быстро залезать по скале, опасаясь поднимающейся лавы. А на уровне «Склепы Эфиры» для открытия зала с руной надо выстрелить луком по маленькому малозаметному символу руны.
Если игрок не нашёл Руны по пути к храму богини Ианны, то он может вернуться на уровни, где руны не собраны. Такие уровни отличаются от первого прохождения, они наполнены вампирами и демонами (вместо стандартных видов противников), и единственный открытый путь ведёт к руне, которую охраняет рыцарь хаоса.

## Мир игры
Действие игры происходит в фэнтезийном мире. Некоторые уровни игры напоминают места Ближнего Востока, Европы, Африки и Южной Америки из-за похожих названий и архитектурных стилей. Большинство упоминаемых мест и городов в реальности находятся или находились на Кавказе, на Ближнем Востоке и в Средней Азии: археологический памятник Тель-Халаф (в игре — средневековая крепость), государство Армина, Мараканда, города Тебриз, Ереван, Керман, Нимруд, Ниппур, Кашгар, Эн-Наджаф, пустыни Кара-Кум и Негев.
Сюжет игры частично основан на зороастрийских мифах. Бог-творец назван Ахура Мазда, а Принц Тьмы — Ангра Манью. Присутствует также и бог металлов Кшатра и бог Солнца СпентаМанью. Также упоминаются народы: Авестас и Арконты. На одном из уровней приходится зажигать священный огонь. Имена исторических фигур также связаны с мифологией: Эриш Кигал, Саван, Нергал, Амлак, Горлонд. Названия рун имеют связь с зороастризмом: Aramati (возможно, от Спента Армайти), Aryaman (Арьяман), Haurvatat (Хаурватат), Ameretat (Амеретат), Xshathra (возможно, от Кшатра), Ianna (Инанна). Названия последних двух рун взяты для полноты комплекта и названы именами богов.
Помимо зороастрийских, мифология игры задействует и другие исторические и мифологические источники. К примеру, на одном из уровней имеется египетский храм со священным скарабеем.
| Сводный рейтинг       | Сводный рейтинг     |
| Агрегатор             | Оценка              |
| --------------------- | ------------------- |
| GameRankings          | 75,59 %             |
| Metacritic            | 75/100 (17 обзоров) |
| MobyRank              | 79/100              |
| Иноязычные издания    |                     |
| Издание               | Оценка              |
| GameSpot              | 7,2 / 10            |
| IGN                   | 8,8 / 10            |
| Русскоязычные издания |                     |
| Издание               | Оценка              |
| Absolute Games        | 70 %                |
| «Домашний ПК»         | 87 / 100            |

## Модификации
Игра поставлялась с редактором уровней, с помощью которого пользователи создавали свои карты и модификации. Ресурсы игры открыты и могут быть отредактированы с помощью текстового редактора. После правки изменённый файл копируется в папку с оригинальным, заменяя его. В скриптах игры используется язык Python 1.5.

## Переиздание
7 октября 2021 игра была переиздана на сервисах Steam и GOG.com под названием Blade of Darkness. Портом занималась компания General Arcade. К игре добавилась официальная русская локализация (только текст). Графика в игре осталась прежней, однако разработчики реализовали:
- поддержку широкоэкранных мониторов;
- разрешение вплоть до 4K;
- расширенные настройки изображения;
- улучшенную стабильность работы.